# Ravilops wetherbeei
Genre
Espèce
Synonymes
- Thelyphonellus wetherbeei Armas 2002

Ravilops wetherbeei, unique représentant du genre Ravilops, est une espèce d'uropyges de la famille des Thelyphonidae.

## Distribution
Cette espèce est endémique de République dominicaine. Elle se rencontre dans la province de Santiago entre 1 200 et 1 400 m d'altitude dans la cordillère Centrale.

## Description
Ravilops wetherbeei mesure de 20 à 22 mm.

## Étymologie
Cette espèce est nommée en l'honneur de David Kenneth Wetherbee.

## Publications originales
- Armas, 2002 : Nueva especie de Thelyphonellus Pocock, 1894 (Thelyphonida: Thelyphonidae) de La Española, Antillas Mayores.Revista Ibérica de Aracnología, vol. 5, p. 39–42 (texte original).
- Viquez & de Armas, 2005 : Dos nuevos géneros de vinagrillos de Centroamérica y las Antillas (Arachnida: Thelyphonida). Boletín de la Sociedad Entomológica Aragonesa, vol. 37, p. 95-98 (texte intégral).